# Paralelogon

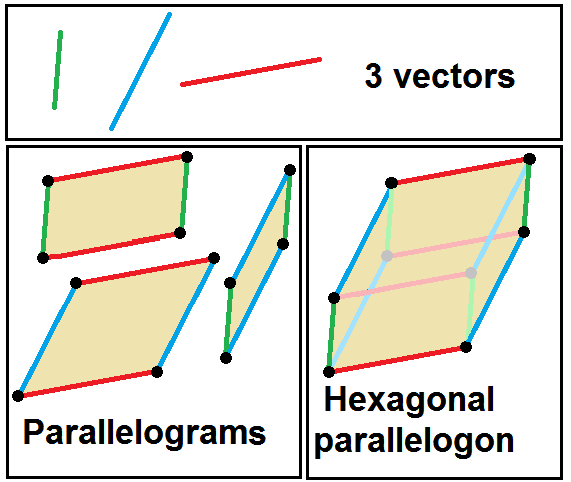
Un paralelogon este construit din două sau trei perechi de segmente paralele

În spațiul bidimensional există cinci rețele Bravais legate de pavările cu paralelogoane prin cele cinci variații de simetrie ale acestora

Un paralelogon este un poligon care are o formă care poate pava un plan având laturile lor în contact în perechi, adică o latură în contact tot cu o singură latură, fără rotație.
Un paralelogon trebuie să aibă un număr par de laturi, iar laturile opuse trebuie să fie egale ca lungime și paralele (de unde și numele). Un corolar mai puțin evident este că toate paralelogoanele au fie patru, fie șase laturi; un paralelogon cu patru laturi se numește paralelogram. În general, un paralelogon are simetrie de rotație de 180° față de centrul său.
Fețele unui paraleloedru sunt paralelogoane.

## Două tipuri poligonale
Paralelogoanele patrulatere și hexagonale au fiecare diverse forme geometrice. În general toate au simetrie față de centru, de ordinul 2. Fiecare paralelogon convex este un zonogon, dar paralelogoanele hexagonale permit posibilitatea apariției poligoanelor neconvexe.
| Laturi | Exemple | Exemple | Nume                 | Simetrie       |
| ------ | ------- | ------- | -------------------- | -------------- |
| 4      |         |         | Paralelogram         | Z2, ordin 2    |
| 4      |         |         | Dreptunghi și romb   | Dih2, ordin 4  |
| 4      |         |         | Pătrat               | Dih4, ordin 8  |
| 6      |         |         | Paralelogram alungit | Z2, ordin 2    |
| 6      |         |         | Romb alungit         | Dih2, ordin 4  |
| 6      |         |         | Hexagon regulat      | Dih6, ordin 12 |

## Variații geometrice
Un paralelogram poate pava planul ca pavare pătrată distorsionată, în timp ce un paralelogon hexagonal poate pava planul ca pavare hexagonală regulată distorsionată.
| Laturi de 1 tip de lungime | Laturi de 1 tip de lungime | Laturi de 2 tipuri de lungime | Laturi de 2 tipuri de lungime |
| Drept                      | Distorsionat               | Drept                         | Distorsionat                  |
| -------------------------- | -------------------------- | ----------------------------- | ----------------------------- |
| Pătrat p4m (*442)          | Romb cmm (2*22)            | Dreptunghi pmm (*2222)        | Paralelogram p2 (2222)        |

| Laturi de 1 tip de lungime | Laturi de 2 tipuri de lungime | Laturi de 2 tipuri de lungime | Laturi de 3 tipuri de lungime  | Laturi de 3 tipuri de lungime  |
| -------------------------- | ----------------------------- | ----------------------------- | ------------------------------ | ------------------------------ |
|                            |                               |                               |                                |                                |
| Hexagon regulat p6m (*632) | Romb alungit cmm (2*22)       | Romb alungit cmm (2*22)       | Paralelogram alungit p2 (2222) | Paralelogram alungit p2 (2222) |